# Alfons Knaffl-Lenz

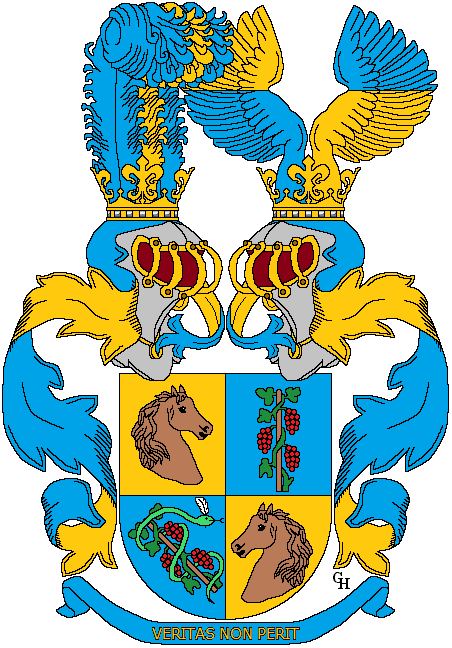
Wappen der Familie Knaffl-Lenz von Fohnsdorf

Alfons Knaffl-Lenz (bis 1919 Knaffl-Lenz Ritter von Fohnsdorf; * 31. Dezember 1878 in Graz; † 21. April 1957 Salzburg) war ein österreichischer Diplomat.

## Leben
Alfons Knaffl-Lenz studierte an der Universität Graz und wurde 1901 im Corps Joannea aktiv. Er trat 1911 in den auswärtigen Dienst. Von 1913 bis 1914 wurde er in Rio de Janeiro beschäftigt. Von 1914 bis 1919 wurde er in Madrid beschäftigt.
Von 28. Dezember 1919 bis 28. November 1921 war er Geschäftsträger in Warschau in der Zweiten Polnischen Republik. Alfons Knaffl-Lenz war der Vorsitzende der österreichischen Kolonisierungsgesellschaft.
1928 leitete er die politische Abteilung des Departement Auswärtige Angelegenheiten des österreichischen Bundeskanzleramtes.
Von 1928 bis 1931 war er Botschafter in Buenos Aires und war bei den Regierungen in Santiago de Chile, Asunción und Montevideo akkreditiert.
Er ist auf dem Friedhof St. Leonhard in Graz beigesetzt.